# Ally Venable
Pour les articles homonymes, voir Venable (homonymie).
Ally Venable, née le 7 avril 1999 à Kilgore, Texas, est une guitariste, chanteuse et compositrice américaine de blues rock.
Elle et son groupe, le Ally Venable Band, sont élus respectivement « guitariste féminine de l'année » aux East Texas Music Awards en 2014 et 2015, et « groupe de blues de l'année » en 2015 et 2016.

## Biographie
Ally Venable chante à l'église dès l'âge de 4 ans, découvre la guitare à 12, et n'a que 14 ans quand sort Wise Man, son premier album 7 titres.
Son troisième album, No Glass Shoes, paru chez Connor Ray Music, culmine en 16e position des RMR Electric Blues Charts en 2016. Elle est présentée comme l'une des artistes de moins de 30 ans incontournable par America's Blue's Scene.
Son quatrième album, Puppet Show, entre à la 7e place dans le classement des meilleures ventes d'albums de blues du magazine Billboard.
L'album Texas Honey paraît en 2019 (no 2 du Billboard Blues Chart).

## Discographie
- Wise Man, 2013
- Train Wreck Blues, 2015
- No Glass Shoes, 2016
- Puppet Show, 2018
- Texas Honey, 2019
- Heart Of Fire, 2021
- Real Gone, 2023